# 本名啓介
本名 啓介（ほんな けいすけ、1978年2月27日生）は、日本の漫画家。
1998年12月、「ドグマ」で第61回週刊少年マガジン新人漫画賞佳作受賞（大竹啓介名義）。同期には日向武史、寺嶋裕二、浅井信悟がいる。
2002年1月、マガジンFRESH年明け号で「シュアープリッシュ」でデビュー。
2005年、週刊少年マガジン53号より「クラック!!」を連載。2006年15号まで連載された。
尊敬する作家は近藤善文。

## 作品
- クラック!!：全2巻（講談社少年マガジンKC）